# 덜릴라 벨라
덜릴라 벨라(영어: Dalila Bela, 2001년 10월 5일 ~ )는 캐나다의 배우이다. 어린이 드라마 《오드 스쿼드》의 주인공 에이전트 올리브 역으로 유명하다. CBC 드라마 《빨간 머리 앤》에서는 앤의 친구 다이애나 배리 역을 맡았다. 몬트리올 출신으로 현재는 밴쿠버에 거주중이며, 영어, 프랑스어, 스페인어를 할 줄 안다.

## 출연작 목록

### 텔레비전 드라마
| 연도  | 제목              | 원제             | 배역          | 비고   |
| ----- | ----------------- | ---------------- | ------------- | ------ |
| 2009  | 프린지            | Fringe           | 제리 버지스   |        |
| 2014- | 오드 스쿼드       | Odd Squad        | 올리브 요원   | 주인공 |
| 2016  | 원스 어폰 어 타임 | Once Upon a Time | 어린 귀네비어 |        |
| 2016  | 우주탐험가 젯     | Ready Jet Go!    | 시드니        |        |
| 2017  | 빨간 머리 앤      | Anne             | 다이애나 배리 |        |